# ميجا مان 11
ميجا مان 11 (بالإنجليزية: Mega Man 11)‏، يسمى في النسخة اليابانية روكمان 11:أونمي نو هاغوروما!! (باليابانية: ロックマン11: 運命の歯車！！)، هي لعبة فيديو من تطوير ونشر شركة كابكوم اليابانية، حيث تعمل على منصات بلاي ستيشن 4، إكس بوكس ون، نينتندو سويتش ومايكروسوفت ويندوز، سوف تصدر اللعبة في الأسواق سنة 2018.